# Aleksandrów (gmina w województwie lubelskim 1867–1954)
Aleksandrów – dawna gmina wiejska istniejąca w latach 1867–1954 w powiecie biłgorajskim kolejnych jednostek administracyjnych Lubelszczyzny. Siedzibą władz gminy był początkowo Aleksandrów, a następnie przez długi czas Józefów.
Gmina Aleksandrów została utworzona w carskiej reformie administracyjnej 1867 roku jako jedna z 14 gmin powiatu biłgorajskiego guberni lubelskiej Królestwa Polskiego. 13 stycznia (1 stycznia według kalendarza juliańskiego) 1870 do gminy Aleksandrów przyłączono Józefów, pozbawiony praw miejskich w ramach represji po Powstaniu Styczniowym. Po podziale powiatu biłgorajskiego w związku z utworzeniem guberni chełmskiej w 1912 gmina Aleksandrów została włączona do powiatu janowskiego. Poprzedni podział administracyjny przywróciły okupacyjne władze austriackie po zajęciu Lubelszczyzny przez Austro-Węgry w 1915. Gmina miała nietypowy, bardzo rozczłonkowany kształt z trzema eksklawami na terenie powiatu zamojskiego – dwiema na obszarze gminy Krasnobród i jedną na obszarze gminy Zwierzyniec. Gmina nie obejmowała natomiast lasów wsi Aleksandrów, które leżały w gminie Tereszpol powiatu zamojskiego.
W 1918 gmina weszła w skład powiatu biłgorajskiego woj. lubelskiego II Rzeczypospolitej. Według stanu na 30 września 1921 gmina Aleksandrów obejmowała miejscowości Aleksandrów, Brzeziny, Florianka, Górecko Kościelne, Górecko Stare, Józefów, Józefów Poduchowny, Józefów-Posiołek, Majdan Kasztelański, Pardysówka i Tarnowola. Gmina liczyła 6.607 mieszkańców. 1 kwietnia 1923 do gminy Aleksandrów włączono wsie Długi Kąt, Hamernia, Izbica, Siedliska i Stanisławów z gminy Majdan Sopocki, której pozostałą część włączono do powiatu tomaszowskiego. 1 kwietnia 1927 włączono do gminy Aleksandrów wieś Margole z gminy Sól.
Podczas okupacji gmina należała do dystryktu lubelskiego Generalnego Gubernatorstwa. Po wyzwoleniu powołano do życia Radę Narodową w Aleksandrowie na mocy statutu z dnia 1 stycznia 1944 roku.
1 lipca 1952 gmina Aleksandrów składała się z 13 gromad: Aleksandrów cz. I, Aleksandrów cz. II, Aleksandrów cz. III, Aleksandrów cz. IV, Brzeziny, Długi Kąt, Górecko Stare, Hamernia, Józefów, Majdan Kasztelański, Pardysówka, Stanisławów i Tarnowola.
Gmina Aleksandrów została zniesiona 29 września 1954 wraz z reformą wprowadzającą gromady w miejsce gmin. Z jej obszaru utworzono gromady Aleksandrów, Górecko Stare, Józefów i Stanisławów. W ramach tej samej reformy do powiatu biłgorajskiego przyłączono gromady Majdan Nepryski, Borowina-Morgi i Górniki oraz obszary leśne wsi Aleksandrów z powiatu zamojskiego. 1 lipca 1960 zniesiono gromady Borowina-Morgi, Górecko Stare, Górniki, Majdan Nepryski i Stanisławów, a ich obszary włączono do gromady Józefów. 31 grudnia 1961 do gromady Józefów włączono wieś Szopowe i stację kolejową Krasnobród (dziś Józefów Roztoczański) z gromady Bondyrz w powiecie zamojskim.
Po reaktywowaniu gmin 1 stycznia 1973 gminy Aleksandrów nie przywrócono, lecz cały jej dawny obszar włączono w skład nowo utworzonej gminy Józefów. Dopiero 1 stycznia 1992 z zachodniej części gminy Józefów utworzono odrębną gminę Aleksandrów z siedzibą w Aleksandrowie.